# Leipziger BC 1893
Leipziger BC 1893 was een Duitse voetbalclub uit Leipzig, Saksen. De club was in 1900 een van de stichtende clubs van de Duitse voetbalbond. Naast voetbal was de club ook in tennis actief.

## Geschiedenis
De club werd opgericht op 6 maart 1893 en is na Lipsia Leipzig een van de oudste clubs van Saksen. De club was medeoprichter van de Leipzigse voetbalbond op 7 juli 1896. Voorzitter Oskar Büttner van LBC was de eerste voorzitter van de voetbalbond. LBC won de eerste drie kampioenschappen die ingericht werden door de bond, daarna nam FC Wacker 1895 de fakkel over.
Vanaf 1901/02 speelde de club in de competitie van Noordwest-Saksen. Naast Wacker had de club nu ook te kampen met VfB Leipzig. Na twee derde plaatsten zakte de club wat weg en eindigde zelfs eens laatste. In 1907/08 kwam de club voor het eerst dicht bij de titel toen de club samen met VfB bovenaan de rangschikking in groep A eindigde. In een beslissende wedstrijd verloor de club echter met 6-1. Na enkele jaren middenmoot eindigde de club enkele keren op de laatste plaats, maar er waren die seizoenen geen degradatanten. In 1917 kreeg de club moeilijkheden om nog een voltallig elftal op te stellen vanwege de perikelen in de Eerste Wereldoorlog waardoor de club een tijdelijke fusie aanging met BV Olympia en één seizoen speelde als SG Olympia/LBC.
Na de oorlog scheidden de wegen van de clubs weer. In 1921/22 werd de club weer laatste, maar werd gered doordat de competitie uitgebreid werd. Twee jaar later werd de club slachtoffer van de herroeping van deze uitbreiding. De competitie ging terug van dertien naar tien clubs en de tiende plaats volstond niet voor het behoud. LBC moest voor het eerst in zijn bestaan naar de tweede klasse. Samen met Olympia-Germania eindigde de club bovenaan en in de beslissende wedstrijd om promotie trok de club aan het kortste eind en verloor met 1:0. De volgende seizoenen eindigde de club telkens in de subtop, maar kon de titel niet behalen. In 1929/30 degradeerde de club zelfs naar de derde klasse. Na één seizoen keerde de club wel weer terug.
In 1933 werd de competitie geherstructureerd. De Midden-Duitse bond werd opgeheven en de Gauliga Sachsen kwam er als competitie voor de hele regio. Net onder de Gauliga stond de Bezirksklasse Leipzig en daaronder de Kreisklasse waar LBC nu ging spelen. Na twee mindere seizoenen werd LBC vicekampioen achter Sportfreunde Markranstädt in 1935/36. Het volgende seizoen werd de club overtuigend kampioen en promoveerde weer naar de hoogste Leipzigse klasse. Met één punt achterstand op de Leipziger Sportfreunde moest de club echter na één seizoen terug naar de Kreisklasse. Na twee jaar werd LBC opnieuw kampioen en deze keer verliep de terugkeer een pak beter met zelfs een tweede plaats. In 1942/43 volgde een nieuwe degradatie.
Na de Tweede Wereldoorlog werden alle Duitse voetbalclubs opgeheven. LBC werd niet meer heropgericht.

## Erelijst
Kampioen Leipzig
1897, 1898, 1899